# Ospina
Ospina – miasto w Kolumbii, w departamencie Nariño.